# Erzgebirgsklinikum Annaberg

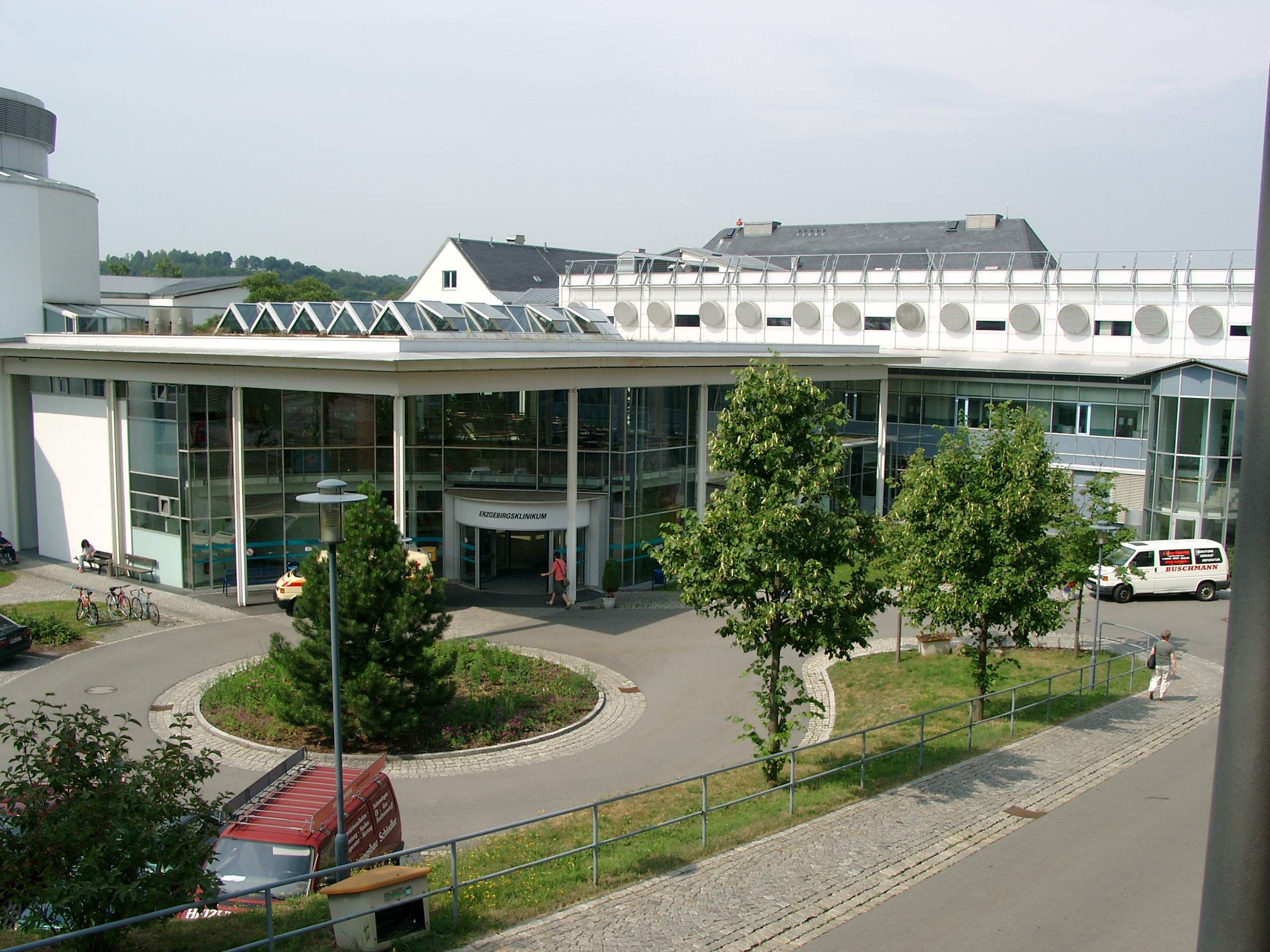
Erzgebirgsklinikum – Eingangsbereich

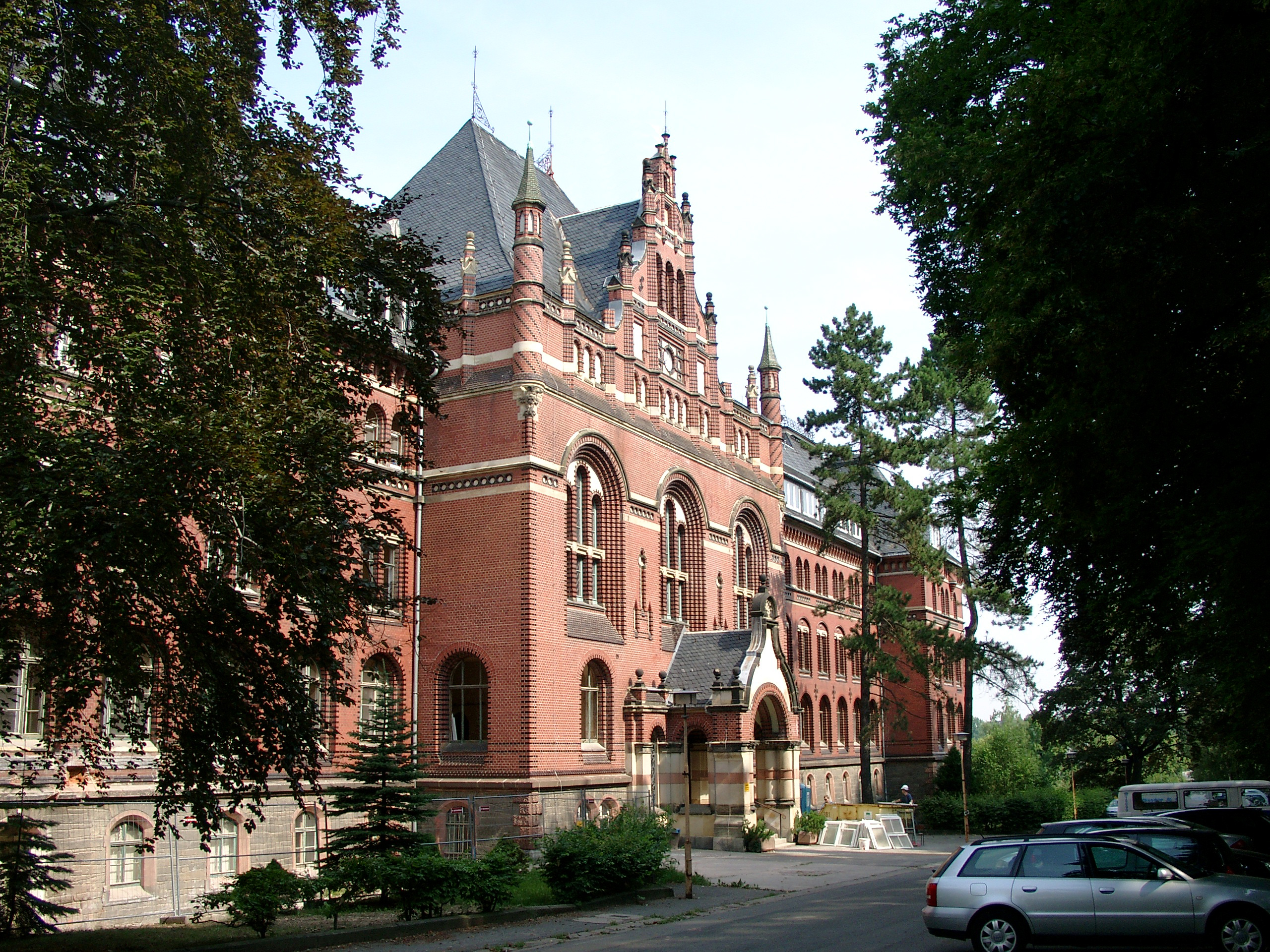
Haus C, Teil des ehemaligen Königl.-Sächsischen Lehrerseminars

Das Annaberger Erzgebirgsklinikum ist ein Krankenhaus im Erzgebirgskreis in Sachsen und war das zentrale Krankenhaus im ehemaligen Landkreis Annaberg. Betreiber ist die EKA Erzgebirgsklinikum Annaberg gGmbH.

## Geschichte
Die Geschichte der Krankenhäuser in Annaberg und Buchholz reicht zurück bis ins Jahr 1502, als außerhalb der Stadtmauern Annabergs in der Nähe des „Wolkensteiner Tors“ das Hospital „St. Trinitatis“ gegründet wurde. In direkter Nähe befand sich später auch die St.-Trinitatis-Kirche zu Annaberg und der städtische Friedhof. Hier wurden auch die Pestkranken der Stadt behandelt und später in einer Gruft unter der St.-Trinitatis-Kirche aufgebahrt.
1849 fand die Einweihung des neuen Stadtkrankenhauses am „Schlachthofplatz“ statt.
Im heutigen Stadtteil Buchholz wurde bereits im 16. Jahrhundert „an der vorderen Mühle“ das erste Hospital eingerichtet. 1849 folgte dann das erste Buchholzer Stadtkrankenhaus und 1899 der Neubau des zweiten Stadtkrankenhauses in der Meisterstraße.
Ab 1914 begannen die Planungen für ein zentrales Krankenhaus für den damaligen Landkreis Annaberg. Am 11. November 1930 wurde dann nach 16-monatiger Bauzeit das „Bezirkskrankenhaus“ an der damaligen „Fleischerleithe“ eingeweiht.
1949 kam das „Haus B“ in der heutigen Adam-Ries-Straße und 1963 das Bergarbeiter-Krankenhaus (das ehemalige königlich-sächsische Lehrerseminar) in der Straße der Freundschaft als „Haus C“ hinzu.
1990 beschloss der Kreistag den Neubau des Krankenhauses am Standort des Hauses A, an der heutigen Chemnitzer Straße. Seitdem ist in 10 Bauabschnitten ein moderner Krankenhauskomplex entstanden. Alle Abteilungen sind an diesem Standort zentral zusammengeführt worden, und die Häuser B und C sind anderen Nutzungen übergeben worden.
Ende Oktober 2024 beantragte das Erzgebirgsklinikum beim Amtsgericht Chemnitz ein Schutzschirmverfahren in Eigenverwaltung.

## Das Erzgebirgsklinikum heute
Das Erzgebirgsklinikum ist ein Krankenhaus der Regelversorgung. Jährlich werden mehr als 13.500 Patienten stationär behandelt und 14.000 Patienten ambulant versorgt. Pro Jahr erblicken ca. 530 Kinder im Erzgebirgsklinikum das Licht der Welt. Täglich werden durchschnittlich 4 ambulante Operationen durchgeführt. Der Umsatz der gGmbH beläuft sich auf 33 Mio. Euro.
Derzeit sind über 600 Personen im Erzgebirgsklinikum beschäftigt. Darunter sind über 70 Ärzte (davon fast 50 Fachärzte), mehr als 240 Pflegekräfte und knapp 80 medizinisch-technische Mitarbeiter.
Seit 2008 verfügt das Krankenhaus über einen Kernspintomographen.

## Trivia
Das „Haus C“, das frühere königlich-sächsische Lehrerseminar, in dem die Geburtsstation untergebracht war, wird jetzt als Gymnasium genutzt, sodass einige Schüler im selben Haus ihren Schulabschluss erlangen, in dem sie geboren wurden. Der ehemalige Kreißsaal ist jetzt ein Biologieraum.
Das Erzgebirgsklinikum geriet im März 2003 in die Schlagzeilen, als in der psychiatrischen Abteilung, die als letzte im Haus C verblieben war, nachts Feuer ausbrach und zwei Patienten – darunter der Verursacher des Brandes – ums Leben kamen. Es entstand außerdem ein erheblicher Schaden am Gebäude.